# Via Luigi Lanzi

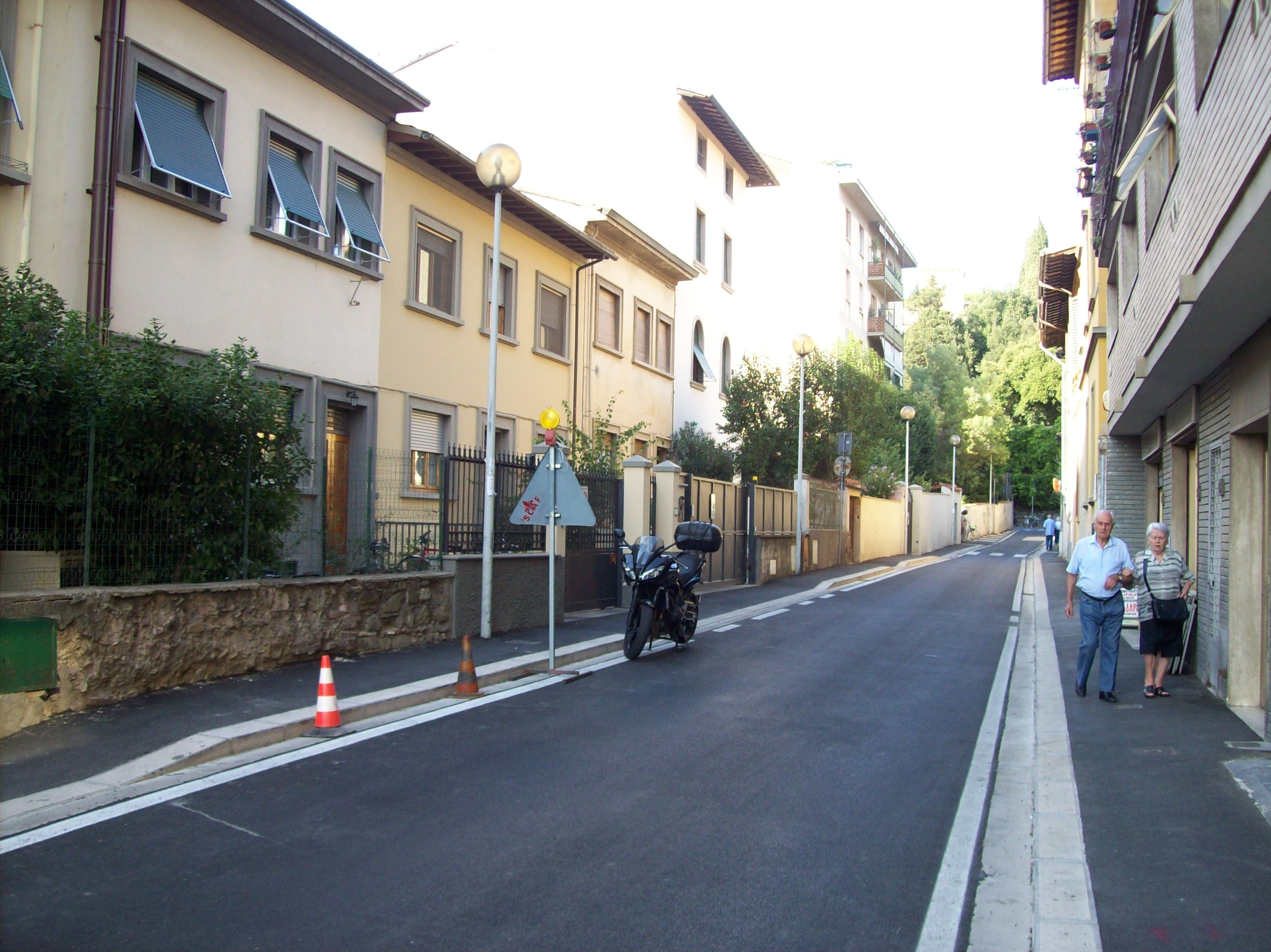
Altra vista di via Luigi Lanzi

Via Luigi Lanzi si trova a Firenze, di fronte alla Villa Fabbricotti ed è compresa fra Via Vittorio Emanuele II e il viale dei Cadorna.

## Storia
Alla fine del Quattrocento, nell'area dove oggi si trova questa via, si trovava la torre mozzata dell'antica Villa del Vescovo, dove morì Sant'Antonino Pierozzi, mentre in Vicolo dei Bigozzi c'era il suo muro merlato.
Nell'affresco relativo alla villa di Montughi, di Domenico Cresti detto il Passignano, affresco che si trova nella Basilica di San Marco a Firenze, sono rappresentati i funerali di Sant'Antonino Pierozzi ed è mostrato il palazzo che si estendeva fra via Vittorio Emanuele II, Vicolo dei Bigozzi, dove si trovavano i locali di studio e i dormitori e via Luigi Lanzi, dove c'erano le cucine e le rimesse della villa.

## Suore Francescane
In via Luigi Lanzi si trova l'Istituto delle Suore Francescane che, nel 1938 instaurò la scuola materna e la scuola elementare. In seguito alcuni locali di questo istituto furono adibiti a Casa di ospitalità per famiglie.

### Storia della comunità
La comunità delle Suore Francescane si formò intorno a Maria Napoleona Biagiotti di Campi Bisenzio, la quale divenne suora col nome di suor Chiara, l'8 dicembre 1891, nel corso di una cerimonia religiosa per la sua vestizione, tenuta da monsignor Massimiliano Novelli, vicario generale di Firenze. Il cavaliere Tommaso Venturini dette a queste suore la residenza in una casa situata in via del Palazzo Bruciato, nome col quale si chiamava, dagli inizi del Novecento fino agli anni trenta la via Luigi Lanzi La sede delle Suore Francescane fu inaugurata il 21 aprile 1908. La piccola chiesa fu costruita con sei stanze della casa e fu intitolata a Sant'Anna. Il 25 luglio del 1908 la chiesa fu benedetta da Alfonso Maria Mistrangelo e fu aperta al pubblico. In seguito fu ingrandita e, il 17 settembre 1933, fu benedetta dal vescovo Giovacchino Bonardi. La chiesa fu costruita nel luogo in cui si trovava l'oratorio di Sant'Antonio annesso alla Villa del Vescovo e il tabernacolo di Sant'Antonino si trovava a pochi metri da questa piccola chiesa.